# 大罗乡
大罗乡，是中华人民共和国四川省南充市仪陇县曾经下辖的一个乡。2019年9月，撤销大罗乡，将其所属行政区域划归柳垭镇管辖。

## 行政区划
大罗乡撤销前下辖以下地区：
大罗池村、旱拱桥村、葛根垭村、甘家庙村、小罗磁村、清溪桥村、白庙子村和三清庙村。